# Veuve par procuration
Pour plus de détails, voir Fiche technique et Distribution.
Veuve par procuration (Widow by Proxy) est un film américain réalisé par Walter Edwards, sorti en 1919.

## Synopsis
Une jeune femme va devoir se débrouiller toute seule après le décès de son mari.

## Fiche technique
- Titre français : Veuve par procuration
- Titre original : Widow by Proxy
- Réalisation : Walter Edwards
- Scénario : Julia Crawford Ivers d'après la pièce de Catherine Chisholm Cushing (en)
- Photographie : James Van Trees et Hal Young
- Société de production : Paramount Pictures
- Pays de production : États-Unis
- Format : Noir et blanc - 35 mm - 1,33:1 - Film muet
- Genre : comédie romantique
- Durée : 50 minutes
- Dates de sortie : 
  - États-Unis : 21 septembre 1919 (New-York) ; 28 septembre 1919 (sortie nationale)
  - France : 3 mars 1922[2]

## Distribution
- Marguerite Clark : Gloria Grey
- Agnes Vernon : Dolores Pennington
- Gertrude Norman : Sophronia Pennington
- Gertrude Claire : Angelica Pennington
- Nigel Barrie : Lieutenant Steven Pennington
- John Gilbert : Jack Pennington
- Al W. Filson : Alexander P. Galloway
- Rosita Marstini : Mme Gilligan